# Through the Fire and Flames
Through the Fire and Flames, spesso abbreviata come TTFAF, è uno dei singoli di maggior successo della band power metal inglese DragonForce. La canzone è la prima traccia del terzo album della band, Inhuman Rampage, e presenta un duetto di chitarre molto veloce tra i due chitarristi Herman Li e Sam Totman.
Sebbene utilizzata in molteplici opere d'intrattenimento e videogiochi, è stata la sua inclusione nel videogioco Guitar Hero III: Legends of Rock ad aumentare grandemente la sua fama e utilizzo transmediale.

## Composizione e registrazione del brano
La canzone è scritta in chiave di Do minore, con accordatura standard in Mi, e registrata ad un tempo 200 battiti per minuto e di 170 battiti per minuto nella prima sezione dell'assolo di chitarra.
Quando il disco venne pubblicato, la canzone fu scelta come singolo e ne venne pubblicata un'edizione accorciata di circa 5 minuti di cui venne realizzato anche un videoclip. La versione "corta" della canzone venne pubblicata anche nella compilation MTV2 Headbanger's Ball: The Revenge mentre quella "lunga" venne inserita nella compilation Salvation Vol.1.

## Artisti
- ZP Theart – cantante solista
- Herman Li – chitarra solista, cori
- Sam Totman – chitarra solista, cori
- Adrian Lambert – basso
- Vadim Pruzhanov – tastiere, pianoforte, cori
- Dave Mackintosh – batteria, cori

Sebbene appaia nel videoclip della canzone, Frédéric Leclercq non ha preso parte alla registrazione della canzone .

## Utilizzo in Videogiochi
Questa canzone è presente nella sua versione estesa nel videogioco del 2007 Guitar Hero III: Legends of Rock e si sblocca completando la carriera ad un qualunque livello di difficoltà. La canzone è la più difficile dell'intera serie, presentando sulla difficoltà Esperto ben 3722 note. Il completamento della canzone a livello di difficoltà Esperto su Xbox 360 sblocca l'obiettivo Inhuman achievement, in riferimento sia alla difficoltà del brano che al titolo dell'album che lo contiene.
In uno dei tanti video promozionali di Guitar Hero 3 si possono vedere Herman e Sam che suonano la sua canzone a difficoltà Esperto, fallendo clamorosamente. L'inclusione del brano in Guitar Hero 3 ha permesso alla band di vedere un incremento delle vendite dell'album del 126%. La canzone è stata inserita anche nel capitolo Guitar Hero: Greatest Hits: in questa edizione è possibile eseguirla con tutti gli strumenti, e in più la batteria è supportata dal secondo pedale, in modo da poterla eseguire anche a difficoltà Esperto+.
La canzone è molto utilizzata anche dagli utenti di un altro videogioco, Audiosurf: la canzone è entrata nella Top 5 delle canzoni più giocate.
Il brano è stato inserito anche nel videogioco Brütal Legend.

## Cover
La complessità d'esecuzione della canzone ne ha incoraggiato molteplici reinterpretazioni da parte di musicisti e cover band. Tra le cover più famose o particolari, è possibile ricordare quella della chitarrista francese Tina S e del gruppo italiano Melodicka Bros (in versione acustica, con il nome di Through the Water and Waves).